# Stenomacrus validicornis
Stenomacrus validicornis är en stekelart som först beskrevs av Karl Henrik Boheman 1866.  Stenomacrus validicornis ingår i släktet Stenomacrus och familjen brokparasitsteklar. Arten är reproducerande i Sverige. Inga underarter finns listade i Catalogue of Life.